# Бабенко, Владимир Гаврилович
Владимир Гаврилович Бабенко (род. 10 сентября 1946, Тюменская область) — советский и российский учёный и педагог в области филологии, доктор филологических наук (1985), профессор (1986). Член Союза театральных деятелей России и Союза писателей России. Ректор Екатеринбургского государственного театрального института (1985—2016). Заслуженный деятель искусств Российской Федерации (1996).

## Биография
Родился 10 сентября 1946 года в селе Нижняя Тавда Тюменской области.
С 1963 по 1968 годы проходил обучение на филологическом факультете Уральского государственного университета.
С 1970 по 1985 годы в течение пятнадцати лет, В. Г. Бабенко занимался педагогической деятельностью на кафедре истории зарубежной литературы филологического факультета Уральского государственного университета в должностях — аспиранта, ассистента, доцента и профессора.
С 1985 по 2016 годы в течение тридцати одного года, В. Г. Бабенко являлся одним из организаторов и бессменным ректором Екатеринбургского государственного театрального института. С 2016 года — заведующий кафедрой истории театра и литературы и одновременно с 2017 года — советник ректора Екатеринбургского государственного театрального института по кадровым, научным и творческим вопросам.
В 1973 году В. Г. Бабенко защитил диссертацию на соискание учёной степени — кандидата филологических наук по теме: «Изучение эволюции ирландской комедии в ХХ столетии», в 1985 году — доктора филологических наук по теме: «Английская драматургия 1920—1970 годов». В 1986 году В. Г. Бабенко было присвоено учёное звание — профессора.
Основная научно-педагогическая и исследовательская деятельность В. Г. Бабенко была связана с исследованием творчества деятелей русской и зарубежной театральной сцены и зарубежной драматургии ХХ столетия. В. Г. Бабенко избирался членом Союза театральных деятелей России и Союза писателей России.
9 апреля 1996 года Указом Президента России «За заслуги перед государством, многолетнюю плодотворную деятельность в области культуры и искусства» Владимир Гаврилович Бабенко был удостоен почётного звания — Заслуженный деятель искусств Российской Федерации

## Основные труды
- Бабенко Владимир Гаврилович Драматургия современной Англии. М., 1981 г.
- Бабенко Владимир Гаврилович Драматические жанры и их взаимодействие : (Ирландская и английская литература). Иркутск, 1988 г.
- Бабенко Владимир Гаврилович Александр Вертинский. Свердловск, 1989 г.
- Бабенко Владимир Гаврилович Арлекин и Пьеро: Александр Вертинский. Николай Евреинов : Материалы к биографиям. Размышления. Екатеринбург, 1992 г.
- Бабенко Владимир Гаврилович Путём души, путём таланта: Олег Табаков на сцене и в жизни. Екатеринбург, 1995 г.
- Бабенко Владимир Гаврилович Прекрасный полоумный маркиз Донасьен де Сад : Жизнь. Страсти. Творчество. 3-е изд. М., 2006 г.
- Бабенко Владимир Гаврилович Мой Екатеринбург. Екатеринбург, 1999 г.
- Бабенко Владимир Гаврилович Бумеранг. Екатеринбург, 2004 г.
- Бабенко Владимир Гаврилович Гений и любовь. М., 2006 г.
- Бабенко Владимир Гаврилович Музы русской литературы. М., 2008 г.

## Награды
- Орден Почёта (2001 — «За многолетнюю плодотворную деятельность в области культуры и искусства, большой вклад в укрепление дружбы и сотрудничества между народами»[3])

### Звания
- Заслуженный деятель искусств Российской Федерации (1996[2])

### Премии
- Всероссийская литературная премия имени П. П. Бажова (2009 — за книгу «Музы русской литературы»)
- Премия губернатора Свердловской области в номинации «Лучшая книга года» (2000 — за книгу о де Саде).